# Tyrophagus putrescentiae
Tyrophagus putrescentiae är en spindeldjursart som först beskrevs av Schrank 1781.  Tyrophagus putrescentiae ingår i släktet Tyrophagus och familjen Acaridae. Inga underarter finns listade i Catalogue of Life.